# Eli Heckscher
Eli Filip Heckscher (ur. 24 listopada 1879 w Sztokholmie, zm. 23 grudnia 1952 tamże) – szwedzki ekonomista, historyk gospodarczy – pionier zastosowania teorii ekonomii i statystyki w badaniach nad historią gospodarczą, sformułował pierwsze założenia teorii obfitości zasobów rozwiniętej przez jego ucznia Bertila Ohlina (tzw. teoria Heckshera-Ohlina).

## Życiorys
Eli Filip Heckscher urodził się 24 listopada 1879 w Sztokholmie w rodzinie żydowskiej, która przybyła do Szwecji kilka lat wcześniej z Danii – jego ojciec Isidor Heckscher był prawnikiem bankowym, sprawował funkcję konsula Danii w Sztokholmie a matka Rosa Meyer zajmowała się domem.
Heckscher rozpoczął studia na Uniwersytecie w Uppsali w 1897 roku, skupiając się na historii, ekonomii i politologii. W 1903 przedłożył rozprawę licencjacką dotyczącą szwedzkiego Aktu Nawigacyjnego (szw. Produktplakatet) z 1727 roku – Akt faworyzował szwedzkie statki w obsłudze wymiany handlowej Szwecji. Praca ukazała się drukiem w 1908 roku. W 1907 Heckscher obronił pracę doktorską traktującą o roli kolei w rozwoju gospodarczym Szwecji. W tym samym roku ożenił się z Ebbą Westberg, nauczycielką, z którą miał dwóch synów – młodszy zmarł w dzieciństwie, starszy Gunnar Heckscher (1909–1987) był politologiem i przywódcą partii Högerpartiet, która później przekształciła się w Umiarkowaną Partię Koalicyjną.
W 1909 Heckscher został zatrudniony w Wyższej Szkole Handlowej w Sztokholmie (szw. Handelshögskolan i Stockholm, ang. Stockholm School of Economics), gdzie prowadził wykłady z ekonomii i statystyki. W 1929 objął tam samodzielną katedrę historii gospodarczej – pierwszą w Szwecji.
W 1911 Heckscher razem z Gösta Baggem zaczął wydawać liberalno-konserwatywny magazyn „Svensk Tidskrift” (SvT), który kontynuował tradycje wcześniejszego czasopisma „Ny svensk tidskrift” ukazującego się w latach (1891–1895). W okresie I wojny światowej Heckscher pracował w Komisji Planowania Wojny, co pozwoliło mu na zawarcie znajomości z czołowymi politykami Szwecji – m.in. z ówczesnym premierem Hjalmarem Hammarskjöldem. Pod koniec I wojny światowej Heckscher opuścił redakcję „Svensk Tidskrift”, jednak nadal pisywał artykuły do tego czasopima. W 1918 Heckscher udał się na roczny urlop, wyjechał ze Sztokholmu i poświęcił się pracy nad merkantylizmem i historią gospodarczą Szwecji. Po powrocie uczestniczył w międzynarodowym projekcie finansowanym przez Carnegie Foundation celem którego było wydanie historii minionej wojny – Heckscher napisał monografię gospodarki Szwecji podczas wojny.
W latach 1927–1934 Heckscher zasiadał w rządowej komisji ds. bezrobocia, która badała przyczyny wysokiego bezrobocia w latach 20. XX wieku, a następnie wzrostu bezrobocia w latach 30. XX wieku w okresie wielkiej depresji. Owocem prac komisji były dwa raporty zawierające rekomendacje jak walczyć z bezrobociem. W 1933 Heckscher zasiadał również w rządowej komisji ds. polityki monetarnej, która w obliczu kryzysu rekomendowała deprecjację waluty, odejście od standardu złota i obronę korony.
Intensywna praca odbiła się na zdrowiu Heckschera, który w wieku 60. lat miewał zawroty głowy i omdlenia, a w 1942 jego stan uległ pogorszeniu – po krótkim okresie rehabilitacji Heckscher powrócił do pracy.
W 1952 roku Heckscher wygłosił swój pożegnalny wykład na forum Szwedzkiego Towarzystwa Ekonomicznego, omawiając historię szwedzkiej debaty ekonomicznej. Heckscher zmarł w Sztokholmie 23 grudnia 1952 roku.

## Poglądy na gospodarkę, działalność naukowa i publicystyczna
Początkowo Heckscher był konserwatystą, w czasie I wojny światowej zbliżył się do liberalizmu europejskiego – wielokrotnie wypowiadał się przeciwko interwencjonizmowi państwa. Szeroko propagował ekonomię – brał udział w debatach publicznych poprzez wykłady dla szerszej publiczności, liczne wypowiedzi prasowe – napisał ponad 300 artykułów dla dziennika Dagens Nyheter, a także audycje radiowe.
Heckscher jest najbardziej znany ze swojej pracy nad systemem merkantylnym oraz wkładu do teorii handlu międzynarodowego. Obok Gustava Cassela, Davida Davidsona i Knuta Wicksella uznawany za pioniera rozwoju ekonomii jako dyscypliny naukowej na terenie Szwecji.

### Klub Ekonomii Politycznej (1917–1951)
W 1916, z inicjatywy żony Wicksella, Heckscher zorganizował Klub Ekonomii Politycznej – w ramach którego spotykali się uznani ekonomiści i młodzi absolwenci, m.in. Wicksell, Davidson, Erik Lindhal i Bertil Ohlin. Spotkania klubu organizowane były początkowo na terenie Wyższej Szkole Handlowej w Sztokholmie, a następnie coraz częściej w prywatnych mieszkaniach jego członków, m.in. u Heckscher. Pierwszym przewodniczącym klubu przez okres pięciu lat był Wicksell, następnie przez trzy lata funkcję tę pełnił Heckscher, dalej Sven Brisman, a po nim Bertil Ohlin, Ingvar Svennilson i Erik Lundberg. Klub był forum wykładów, wymiany poglądów, a także zaciętych dyskusji, a Heckscher nadawał ton dyskusjom klubowym przez 18 lat. W 1928 liberalne poglądy Heckschera zostały zaatakowane przez Gunnara Myrdala, co było wstępem do intelektualnej rewolty młodszego pokolenia ekonomistów.

### Twierdzenie Heckschera-Ohlina
W 1918 roku Heckscher opublikował zbiór artykułów z ekonomii powstałych podczas I wojny światowej w tomie Svenska produktionsproblem (pol. problemy produkcji szwedzkiej), który został zrecenzowany przez Wicksella, który skrytykował sposób w jaki Heckscher potraktował zagadnienia dystrybucji dochodu. W 1919 Heckscher odpowiedział na krytykę Wicksella, wydając pracę o wpływie handlu zagranicznego na dystrybucję dochodu, która ukazała się w specjalnym wydaniu pisma Ekonomisk Tidskrift. W pracy tej zaprezentował założenia teorii, która znana jest obecnie jako twierdzenie Heckshera-Ohlina – wówczas jednak Heckscher nie przywiązywał większej wagi do artykułu. Teoria Heckschera została rozwinięta przez jego ucznia – Bertila Ohlina, najpierw w jego pracy doktorskiej (1924), a następnie w książce Interregional and International Trade (1933).
Twierdzenie Heckschera-Ohlina mówi, że: kraj będzie eksportował te towary, do wytworzenia których zużywa relatywnie dużo czynnika produkcji w danym kraju względnie obfitego (a sprowadzał z zagranicy towary, których produkcja wymaga relatywnie dużo czynnika produkcji w danym kraju względnie rzadkiego).

## Wybrane publikacje
- Ekonomisk historia: nagra antydningar, „Historisk Tidskrift”, 1904
- The Continental System: An economic interpretation, 1918
- The Effect of Foreign Trade on the Distribution of Income, Ekonomisk Tidskrift, 1919
- A Plea for a Theory in Economic History, 1929
- Monetary History from 1914 to 1925, 1930
- Mercantilism, 1931
- An Economic History of Sweden, 1954